# Güterumgehungsbahn Düsseldorf
| Streckennummer (DB): | 2401 (D-Derendorf–D-Vogelsang) 2410 (D-Lierenfeld–D-Derendorf) 2411 (D-Reisholz–D-Derendorf) 2416 (D Hbf–Präsident Loewel) |                                            |                                            |
| Kursbuchstrecke (DB): | (nur Güterverkehr) |                                            |                                            |
| Streckenlänge: | 12 km |                                            |                                            |
| Spurweite: | 1435 mm (Normalspur) |                                            |                                            |
| Streckengeschwindigkeit: | 80 km/h |                                            |                                            |
| | |                                            |                                            |
| \| \| \| Hauptstrecke von Duisburg \| \| \| \| 4,9 42,7 \| Präsident Loewel (Abzw) \| Präsident Loewel (Abzw) \| \| \| \| Ruhrtalbahn von Ratingen \| \| \| \| (5,4) 000 \| Düsseldorf-Vogelsang (Abzw) \| Düsseldorf-Vogelsang (Abzw) \| \| \| 4,4 00,0 \| Düsseldorf-Derendorf Dn \| Düsseldorf-Derendorf Dn \| \| \| \| Düsseldorf-Derendorf Dp (Abzw) \| \| \| \| 3,7 00,0 \| Heinrich (Abzw) \| Heinrich (Abzw) \| \| \| \| Düsseldorf-Derendorf \| \| \| \| 3,1 40,0 \| Düsseldorf-Derendorf Dnf \| Düsseldorf-Derendorf Dnf \| \| \| \| Düsseldorf Zoo \| \| \| \| \| \| \| \| \| 38,3 \| Düsseldorf-Derendorf Dsf \| Düsseldorf-Derendorf Dsf \| \| \| 38,2 \| Markmann (Awanst) \| Markmann (Awanst) \| \| \| 37,9 \| Rethel (Abzw) \| Rethel (Abzw) \| \| \| \| Düsseldorf Wehrhahn \| \| \| \| \| Verbindungsstrecke nach Dora (Abzw) \| \| \| \| \| Hauptstrecke von Wuppertal \| \| \| \| 0,9 00,0 \| Düsseldorf Hbf Nordkopf \| Düsseldorf Hbf Nordkopf \| \| \| 0,0 00,0 \| Düsseldorf Hbf \| Düsseldorf Hbf \| \| \| \| Strecke nach Neuss \| \| \| \| 36,5 \| Düsseldorf-Lierenfeld \| Düsseldorf-Lierenfeld \| \| \| 35,8 \| Düsseldorf-Lierenfeld (alt) \| Düsseldorf-Lierenfeld (alt) \| \| \| \| Wersten (Abzw) \| \| \| \| \| Düsseldorf-Oberbilk (Hp+Abzw) \| \| \| \| \| ehem. Verbindungsstrecke nach Sturm (Abzw) \| \| \| \| 33,9 \| Berg (Abzw) zur Güterstrecke nach Köln \| Berg (Abzw) zur Güterstrecke nach Köln \| \| \| \| S-Bahn nach Solingen \| \| \| \| \| Düsseldorf-Eller Süd \| \| \| \| 31,7 \| Düsseldorf-Reisholz Rn \| Düsseldorf-Reisholz Rn \| \| \| 30,9 \| Düsseldorf-Reisholz Rgf bzw. Hp \| Düsseldorf-Reisholz Rgf bzw. Hp \| \| \| 30,6 \| Düsseldorf-Reisholz Abzw \| Düsseldorf-Reisholz Abzw \| \| \| \| Hauptstrecke nach Köln \| \| \| \| \| \| \| \| Quellen: [1][2] \| \| \| \| | |                                            |                                            |
| Strecke | | Hauptstrecke von Duisburg                  | Hauptstrecke von Duisburg                  |
| Strecke von links · Abzweig geradeaus und nach rechts | 4,9 42,7 | Präsident Loewel (Abzw)                    | Präsident Loewel (Abzw)                    |
| Strecke · Strecke · Strecke von links | | Ruhrtalbahn von Ratingen                   | Ruhrtalbahn von Ratingen                   |
| Abzweig geradeaus und von links · Kreuzung geradeaus unten · Abzweig geradeaus und nach rechts | (5,4) 000 | Düsseldorf-Vogelsang (Abzw)                | Düsseldorf-Vogelsang (Abzw)                |
| Dienststation / Betriebs- oder Güterbahnhof · Strecke · Strecke | 4,4 00,0 | Düsseldorf-Derendorf Dn                    | Düsseldorf-Derendorf Dn                    |
| Strecke · Abzweig geradeaus und von links · Strecke nach rechts | | Düsseldorf-Derendorf Dp (Abzw)             | Düsseldorf-Derendorf Dp (Abzw)             |
| Abzweig geradeaus und von links · Abzweig geradeaus und nach rechts | 3,7 00,0 | Heinrich (Abzw)                            | Heinrich (Abzw)                            |
| Strecke · S-Bahn-Halt | | Düsseldorf-Derendorf                       | Düsseldorf-Derendorf                       |
| Dienststation / Betriebs- oder Güterbahnhof · Strecke | 3,1 40,0 | Düsseldorf-Derendorf Dnf                   | Düsseldorf-Derendorf Dnf                   |
| Strecke · S-Bahn-Halt | | Düsseldorf Zoo                             | Düsseldorf Zoo                             |
| Abzweig ehemals geradeaus und nach links · Kreuzung geradeaus oben · Strecke von rechts | |                                            |                                            |
| Dienststation / Betriebs- oder Güterbahnhof (Strecke außer Betrieb) · Strecke · Strecke | 38,3 | Düsseldorf-Derendorf Dsf                   | Düsseldorf-Derendorf Dsf                   |
| Strecke (außer Betrieb) · Strecke · Abzweig geradeaus und ehemals von links | 38,2 | Markmann (Awanst)                          | Markmann (Awanst)                          |
| Strecke (außer Betrieb) · Abzweig geradeaus und von links · Abzweig geradeaus und nach rechts | 37,9 | Rethel (Abzw)                              | Rethel (Abzw)                              |
| Strecke (außer Betrieb) · S-Bahnhof · Strecke | | Düsseldorf Wehrhahn                        | Düsseldorf Wehrhahn                        |
| Abzweig geradeaus und nach links (Strecke außer Betrieb) · Kreuzung geradeaus oben (Querstrecke außer Betrieb) · Abzweig geradeaus, nach links und ehemals von rechts | | Verbindungsstrecke nach Dora (Abzw)        | Verbindungsstrecke nach Dora (Abzw)        |
| Strecke (außer Betrieb) · Abzweig geradeaus und von links · Kreuzung geradeaus unten | | Hauptstrecke von Wuppertal                 | Hauptstrecke von Wuppertal                 |
| Abzweig geradeaus und nach links (Strecke außer Betrieb) · Abzweig geradeaus und ehemals von rechts · Strecke | 0,9 00,0 | Düsseldorf Hbf Nordkopf                    | Düsseldorf Hbf Nordkopf                    |
| Strecke (außer Betrieb) · Bahnhof mit S-Bahn-Halt · Strecke | 0,0 00,0 | Düsseldorf Hbf                             | Düsseldorf Hbf                             |
| Kreuzung (Strecke geradeaus außer Betrieb) · Abzweig geradeaus und nach rechts · Strecke | | Strecke nach Neuss                         | Strecke nach Neuss                         |
| Dienststation / Betriebs- oder Güterbahnhof | 36,5 | Düsseldorf-Lierenfeld                      | Düsseldorf-Lierenfeld                      |
| ehemaliger Dienststation / Betriebs- oder Güterbahnhof | 35,8 | Düsseldorf-Lierenfeld (alt)                | Düsseldorf-Lierenfeld (alt)                |
| Strecke nach links · Abzweig geradeaus und von rechts · Strecke | | Wersten (Abzw)                             | Wersten (Abzw)                             |
| S-Bahn-Halt · Strecke | | Düsseldorf-Oberbilk (Hp+Abzw)              | Düsseldorf-Oberbilk (Hp+Abzw)              |
| Strecke von links · Kreuzung geradeaus oben · Abzweig ehemals geradeaus und nach rechts | | ehem. Verbindungsstrecke nach Sturm (Abzw) | ehem. Verbindungsstrecke nach Sturm (Abzw) |
| Strecke · Abzweig geradeaus und nach links · Abzweig quer und ehemals nach links | 33,9 | Berg (Abzw) zur Güterstrecke nach Köln     | Berg (Abzw) zur Güterstrecke nach Köln     |
| Strecke · Abzweig geradeaus und nach links · Strecke quer | | S-Bahn nach Solingen                       | S-Bahn nach Solingen                       |
| Strecke · S-Bahn-Halt | | Düsseldorf-Eller Süd                       | Düsseldorf-Eller Süd                       |
| Dienststation / Betriebs- oder Güterbahnhof · Strecke | 31,7 | Düsseldorf-Reisholz Rn                     | Düsseldorf-Reisholz Rn                     |
| Dienststation / Betriebs- oder Güterbahnhof · S-Bahn-Halt | 30,9 | Düsseldorf-Reisholz Rgf bzw. Hp            | Düsseldorf-Reisholz Rgf bzw. Hp            |
| Strecke nach links · Abzweig geradeaus und von rechts | 30,6 | Düsseldorf-Reisholz Abzw                   | Düsseldorf-Reisholz Abzw                   |
| Strecke | | Hauptstrecke nach Köln                     | Hauptstrecke nach Köln                     |
| | |                                            |                                            |
| Quellen: | |                                            |                                            |

Die Güterumgehungsbahn Düsseldorf ist eine heute teilweise stillgelegte Eisenbahnstrecke, die den Güterbahnhof Düsseldorf-Reisholz und den Güterbahnhof Düsseldorf-Derendorf, beide an der Bahnstrecke Köln–Duisburg gelegen, über den ehemaligen Güterbahnhof Düsseldorf-Lierenfeld verbindet.
Die Güterumgehungsbahn ermöglicht es Güterzügen, den stark frequentierten Düsseldorfer Hauptbahnhof auf einer direkten, separaten Trasse zu umgehen.

## Geschichte
Bereits 1863 errichtete die Köln-Mindener Eisenbahn-Gesellschaft eine Güterstrecke zwischen den damaligen Abzweigstellen Lierenfeld und Wehrhahn, die aber 1880 wieder geschlossen wurde.
1932 wurde dann die alte Trasse wieder in Betrieb genommen und niveaufrei mit der Hauptstrecke Köln–Duisburg verknüpft.

## Heutige Situation
Mit der Stilllegung des ehemaligen Rangierbahnhofs Düsseldorf-Derendorf verlor die Güterumgehungsbahn schlagartig ihre Bedeutung. Von den insgesamt drei die Hauptstrecke unterquerenden Strecken ist nur noch die nördlichste zur Abzweigstelle Rethel in Betrieb. In der westlichen Rampe der südlichsten Unterquerung mit direkter Zufahrt nach Lierenfeld sind Betonsäulen für Oberleitungsmaste errichtet worden.